# Élection présidentielle en Irlande (pays)
L'élection présidentielle en Irlande détermine la personne qui sera désignée président de la République pour un mandat de sept ans (septennat). Le premier président élu fut Douglas Hyde, en 1938. L'élection la plus récente a lieu le 26 octobre 2018.

## Déroulement
Le  Président de l'Irlande est élu au suffrage universel direct pour un mandat de sept ans renouvelable une seule fois. L'élection présidentielle a donc lieu tous les sept ans, sauf en cas de vacance de pouvoir. En accord avec la constitution l'élection doit avoir lieu 60 jours avant la fin du mandat précédent, ou dans les 60 jours suivant la vacance du pouvoir,.
L'élection, a lieu au suffrage universel direct en une seule fois selon le système du vote alternatif. Le ministre irlandais de l'Environnement, des Communautés et du Gouvernement local est chargé de fixer la date.
Est électeur toute personne de plus de 18 ans, ayant la citoyenneté irlandaise et étant inscrite sur la liste électorale.

### Nomination
Peut être candidat tout citoyen irlandais âgé de plus de 35 ans, à condition d'être désigné soit : 
- par au moins 20 des 226 députés de l'Oireachtas, le parlement national
- par au moins 4 des 34 comtés (ou cités) d'Irlande
- par lui-même dans le cas d'un président sortant n'ayant accompli qu'un seul mandat

Chacun des députés et comtés ne peut désigner qu'un seul candidat. Dans le cas contraire, seule leur première nomination est considérée valide.

## Procédure
Le président étant élu selon la méthode du vote alternatif, chaque électeur indique pour chaque candidat un ordre de préférence sans pour autant être obligé d'inscrire autant de numéros qu'il y a de candidats, les électeurs pouvant en inscrire moins, voire n'émettre qu'un seul choix.
Lors du dépouillement, le total des votes valides est établi, et la majorité absolue nécessaire pour être élu est établie à la moitié de ce chiffre plus un. Le candidat ayant recueilli la majorité absolue l'emporte. À défaut, le candidat ayant recueilli le moins de suffrages est éliminé, et l'ensemble des deuxièmes choix des électeurs l'ayant choisi sont répartis sur les autres candidats, s'ils avaient exprimé un deuxième choix. Les votes ne comportant pas de préférences supplémentaires, ou votes non transférables, sont retirés du décompte. Toutefois, plusieurs candidats peuvent être éliminés à la suite d'un seul décompte si l'addition de leurs suffrages donne un score inférieur au candidat arrivé avant eux, à la condition qu'aucun des candidats n'ayant pas encore recueilli au moins un huitième du total des votes valides n'ait la possibilité mathématique d'atteindre ce seuil s'ils étaient éliminés un par un, dans la mesure où le remboursement d'une partie des frais de campagne est conditionné au franchissement de ce quorum de 12,5 %. Si un candidat atteint cette fois-ci la majorité absolue, il l'emporte. Sinon, le processus est à nouveau répété avec le candidat suivant le plus faible, et ce jusqu'à ce qu'un candidat remporte la majorité absolue, si besoin jusqu'à ce qu'il n'en reste plus que deux en lice, voire un seul. Les votes non transférables étant en effet déduits tour après tour, il est possible que deux candidats finissent par s'opposer lors d'un décompte sans qu'aucun d'eux n'atteigne la majorité absolue, et qu'un ultime tour soit ainsi nécessaire.
En pratique l'une de ces trois possibilités se présente : 
Candidat unique
Un seul candidat est désigné. Aucun vote n'a donc lieu et le candidat est élu d'office.
Majorité absolue
Le candidat arrivé en tête obtient la majorité absolue dès le premier décompte des voix. Cette situation se présente principalement lorsqu'il n'y a que deux candidats en lice.
Report de voix
Aucun candidat n'obtient la majorité absolue. Le dernier est éliminé et les bulletins en sa faveur sont transférés aux autres candidats en fonction de l'ordre de préférence défini par les électeurs. Toutefois, plusieurs candidats peuvent être éliminés à la suite du premier décompte si l'addition de leurs suffrages donne un score inférieur au candidat arrivé avant eux. Le décompte s'arrête lorsqu'un candidat obtient la majorité absolue après report des voix.

### Élu en candidat unique
En 1938, Douglas Hyde est désigné par le Fianna Fáil et le Fine Gael et est le premier candidat unique, et donc élu.
En 1952, Seán T. O'Kelly se représente et est l'unique candidat.
En 1974, Cearbhall Ó Dálaigh désigné par le Fianna Fáil et le Fine Gael et le Labour Party est élu en tant que candidat unique.
En 1976, Patrick Hillery  désigné par le Fianna Fáil  est candidat unique et il est réélu en tant que candidat unique en 1983.
En 2004, Mary McAleese est candidat unique à sa propre succession.

### Élu à la majorité absolue
En 1959, Éamon de Valera (Fianna Fáil) avec 538 003 voix l'a emporté sur Sean MacEoin (Fine Gael) qui en a recuelli 417 536.
En 1966, de Valera avec 558 861 voix l'a emporté sur Thomas O'Higgins (Fine Gael) qui a en a recueilli 548 144.
En 1973, Erskine Hamilton Childers (Fianna Fáil) avec 635 867 voix l'a emporté sur Thomas O'Higgins qui en a recueilli 587 771.

### Élu après report des voix
En 1945, Seán T. O'Kelly (Fianna Fáil) a obtenu 537 965 voix, Sean MacEoin (Fine Gael) 335 539 et Patrick MacCartan (ind) 212 834. Les voix de MacCartan se sont réparties ainsi 27 200 pour O'Kelly et 117 886 pour MacEoin. Ainsi O'Kelly l'a emporté finalement par 565 165 voix contre 453 425 à son rival. 67 748 suffrages n'ont pas été transférés.
En 1990, Mary Robinson (Indépendante, soutien travailliste) a obtenu 612 265 voix contre 694 484 à Brian Lenihan (Fianna Fáil). Austin Currie (Fine Gael), éliminé, en a recueilli 267 902. Ces voix sont allées à Mary Robinson a raison de 205 565 et à Lenihan pour 36 789. Ainsi Mary Robinson l'a finalement emporté par 817 839 voix contre 731 273 à son rival. On constate que le report des voix a permis à la deuxième candidate de l'emporter sur celui arrivé en tête au premier décompte. 25 548 suffrages n'ont pas été transférés.
En 1997, il y avait 5 candidats :
- Mary McAleese (Fianna Fáil) a recueilli 574 424 voix
- Mary Banotti (Fine Gael) 372 002 voix
- Dana Rosemary Scallon (ind.) 175 458 voix
- Adi Roche (ind) 88 423 voix
- Derek Nally (ind) 59 529 voix.

Les trois derniers candidats ont été éliminés.
Le report des voix a permis à Mary McAleese de réunir 706 259 suffrages contre 497 516 à sa rivale. 66 061 voix ne se sont pas reportées sur les finalistes.
En 2011, il y a eu 7 candidats :
- Michael D. Higgins pour le Labour Party, élu avec 701 101 voix  au premier décompte et 1 007 104 au quatrième et dernier décompte après le report des voix.
- Seán Gallagher, désigné par des comtés, 504 964 voix au premier décompte et 628 114 au quatrième après le report des voix.
- Martin McGuinness, désigné par le Sinn Féin et les indépendants, 243 030 voix
- Gay Mitchell, désigné par le Fine Gael, 113 321 voix
- David Norris, désigné par des comtés, 109 469 voix
- Dana Rosemary Scallon, désigné par des comtés, 51 220 voix
- Mary Davis, désignée par des comtés, 48 657 voix

Il a fallu 4 décomptes pour élire Michael D. Higgins, qui avait eu 39,6 % des voix dès le premier tour.